# Brezina (Slovaquie)
Pour les articles homonymes, voir Brezina.
Brezina (hongrois : Kolbása) est un village de la région de Košice, district de Trebišov dans l'est de la Slovaquie, dans la région historique de Zemplin. Sa population est d'environ 700 habitants.

## Géographie

### Situation

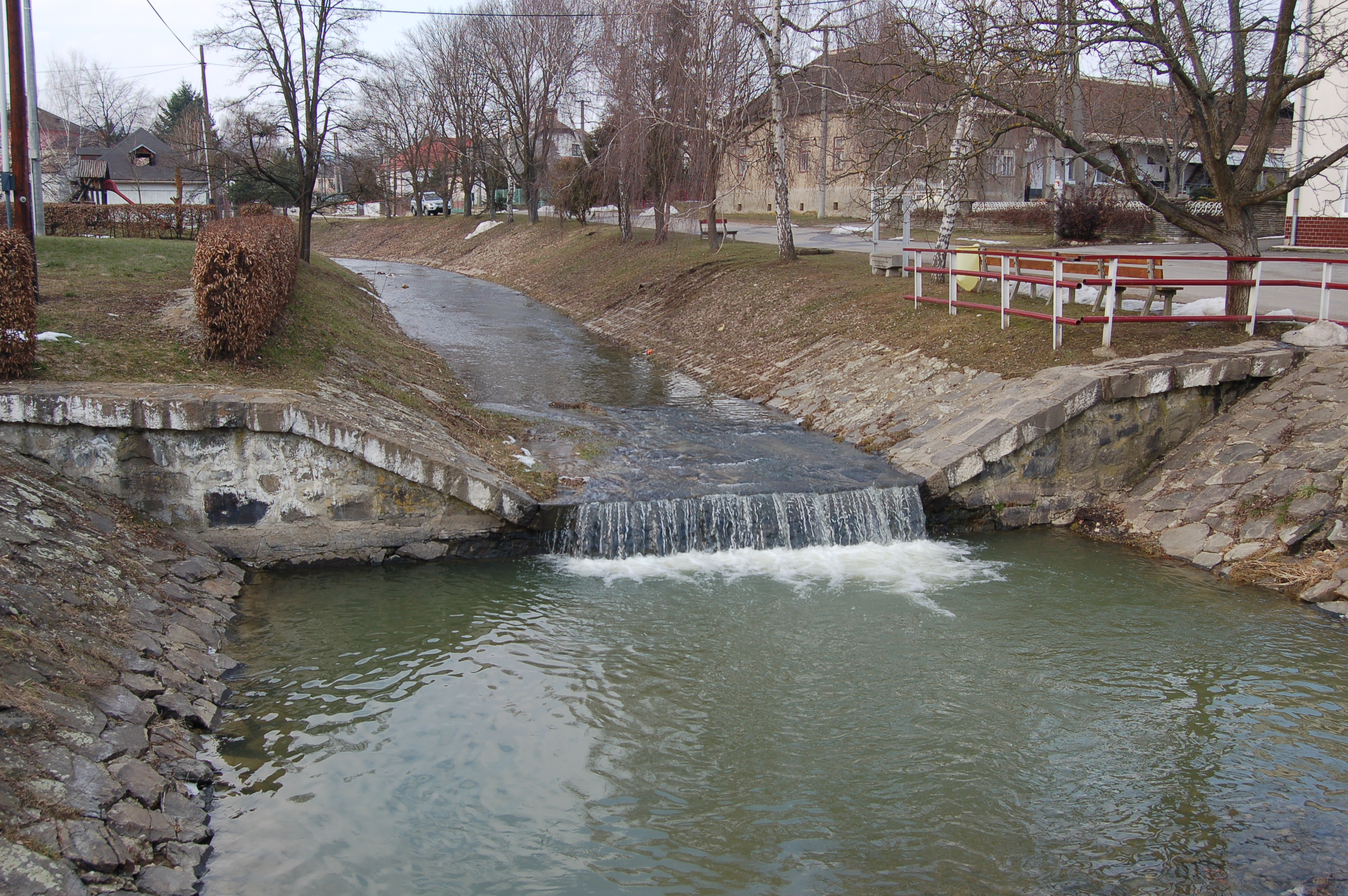
Rivière Izra au milieu du village de Brezina

Le village de Brezina se situe dans la région du Bas-Zemplin dans le sud-ouest du district de Trebišov. C’est une région de plaine entouré par les collines de Slanec et les collines de Zemplen à environ 2 km de la frontière hongroise. La rivière Izra coule à travers le village. L’altitude se situe entre 160 (rivière Izra) et 350,9 m dans la forêt de Nižný Les et l'altitude moyenne est de 179 m. Un chemin de randonnée balisé part de Brezina : Brezina - Lac d’Izra - Čatorňa (Babia-hegy, Entre les collines de Zbojník (hongrois : Tolvaj-hegy) et Lipovec (hongrois : Hársas-hegy) duquel il est possible de continuer en Hongrie dans le village de Pusztafalu.

### Communes limitrophes
Brezina jouxte cinq communes. L'une d'elles, Slanská Huta, est dans le district de Košice-Okolie et le village n'est accessible par la route qu'en faisant un détour de 21 km.
Seules les communes de Kuzmice et Kazimír sont accessibles par la route sans passer par le territoire d'une autre commune.
|              | Kuzmice  |          |
| Slanská Huta | Brezina. | Lastovce |
|              | Byšta    | Kazimír  |

### Microrégion
Brezina fait partie depuis 2007 de la microrégion de Roňava[à vérifier], les autres villages faisant partie de la microrégion sont Byšta, Čeľovce, Egreš, Kazimír, Kuzmice, Lastovce, Luhyňa, Michaľany (siège), Nižný Žipov, Slivník, Stanča, Veľaty et Zemplínska Nová Ves. Le nom Roňava provient de la rivière homonyme affluente du Bodrog.

## Histoire

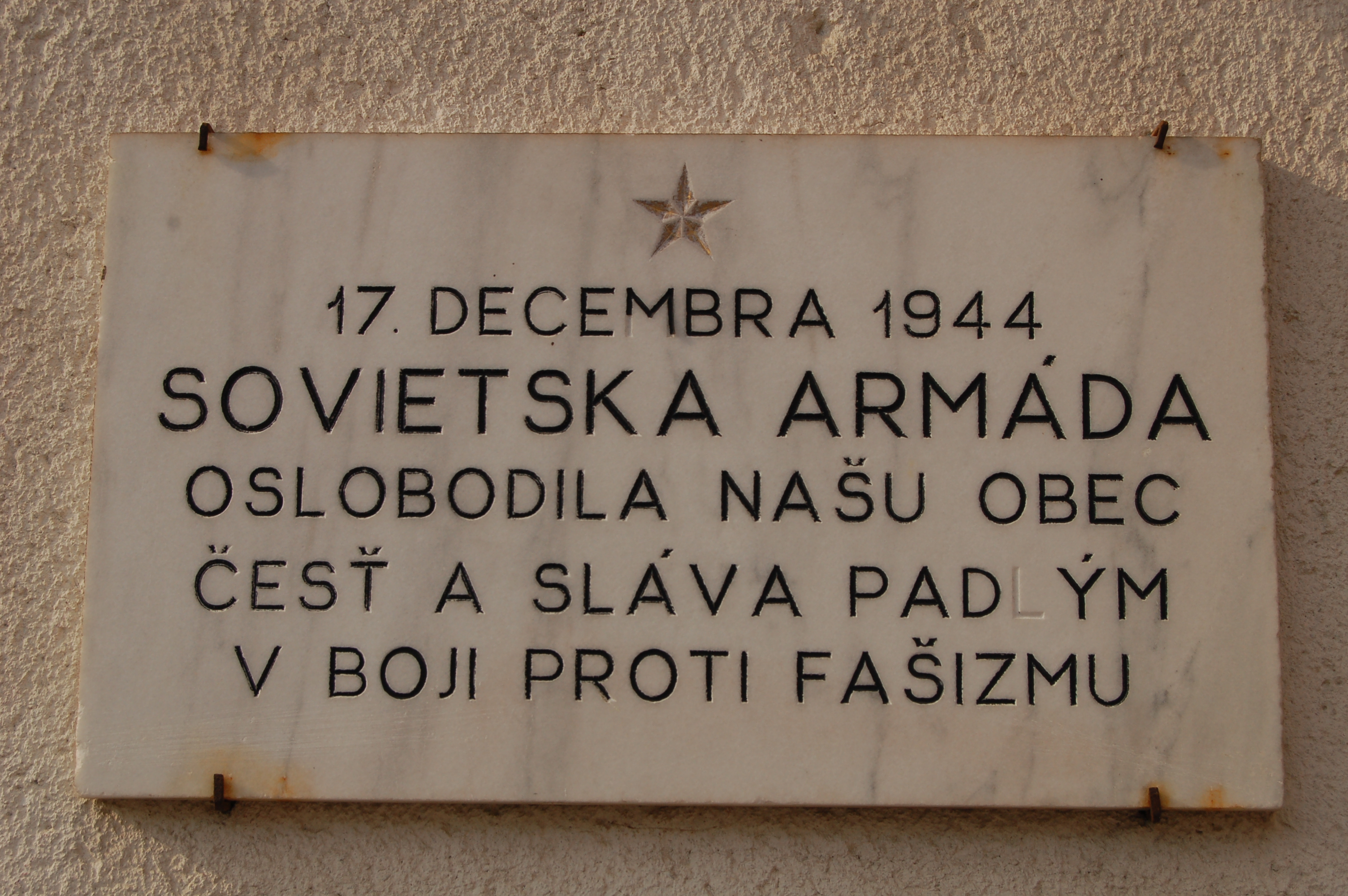
Plaque commémorant la libération du village par l'Armée rouge

La première mention écrite du village remonte à 1300. À cette époque le village était connu sous le nom de Kulkassa ou Kulbasa. Le village fit partie des terres du château des familles Szatancsi à partir de 1455, Erdelyi à partir de 1460, Torma à partir de 1561 et Vekey à partir de 1592. En 1920, le village est renommé Kolbáš, du hongrois Kolbása et devient Kolbaš en 1927.
Après le premier arbitrage de Vienne et durant la Seconde Guerre mondiale, Brezina est resté sous administration tchécoslovaque, avant de passer sous le régime de première république slovaque de Mgr Tiso. C’est un des seuls villages slovaques proches de la frontière hongroise qui n'ait pas été occupé durant la Seconde Guerre mondiale par la Hongrie. Le village a donc subi les lois d'aryanisation de l'État slovaque. En 1940, le village comptait 731 habitants dans 173 maisons. Quinze de ses habitants (en 1942) étaient juifs et ont été déportés. Un cimetière juif est toujours visible de nos jours sur les hauteurs du village.
Avant d'être libéré par les troupes soviétiques le 17 décembre 1944, le village a été endommagé par les Allemands.
Le 11 juin 1948 le village a été renommé Brezina.

## Démographie

### Évolution de la population
| Année:               | 1994. | 2004.   | 2014.   | 2024.   |
| -------------------- | ----- | ------- | ------- | ------- |
| Nombre de personnes: | 686   | 710     | 702     | 649     |
| Différence:          |       | +3,49 % | -1,12 % | -7,54 % |

| Année:               | 2023. | 2024.   |
| -------------------- | ----- | ------- |
| Nombre de personnes: | 648   | 649     |
| Différence:          |       | +0,15 % |

## Économie
L’économie du village a toujours été de type agricole avec une minorité se consacrant aux activités artisanales : forgerons, bucherons.
En 2001, la population active représentait 47 % de la population totale et 37 % de la population active était sans emploi. On compte actuellement une entreprise de menuiserie trois épiceries et un café.

## Démographie
Répartition de la population par croyance en 2001.
- catholiques byzantins (51,28 %)
- catholiques romains (24,36 %)
- orthodoxe (11,40 %)
- autres/non déclaré (12,96 %)

Vers 1850, la population, pour un total de 544 habitants, se répartissait en 42 % (229) de catholiques byzantins, 33 % (180) adhérant à l'Église réformée, 16 % (87) de catholiques romains, 7 % (36) de Juifs, 2 % (12) de Luthériens.
La population du village a atteint un pic en 1970 avec 932 habitants, depuis la population est en régression.
Selon de recensement de 2001 la population était de 702 habitants dont 86,2 % (605) se déclaraient Slovaques, 7,7 % (54) Roms et 0,43 % (3) Hongrois et 0,1 % (1) Ruthène. 51 % sont de confession catholique byzantine, 24 % catholique romaine, et 11 % orthodoxe.
| 1850 | 1880 | 1890 | 1900 | 1940 | 1970 | 1991 | 2001 | 2002 |
| ---- | ---- | ---- | ---- | ---- | ---- | ---- | ---- | ---- |
| 544  | 598  | 614  | 523  | 731  | 932  | 737  | 702  | 713  |

| 2003 | 2004 | 2005 | 2006 | 2007 | 2008 | 2009 | 2010 | 2011 |
| ---- | ---- | ---- | ---- | ---- | ---- | ---- | ---- | ---- |
| 710  | 710  | 707  | 705  | 708  | 703  | 704  | 713  | 706  |

## Patrimoine

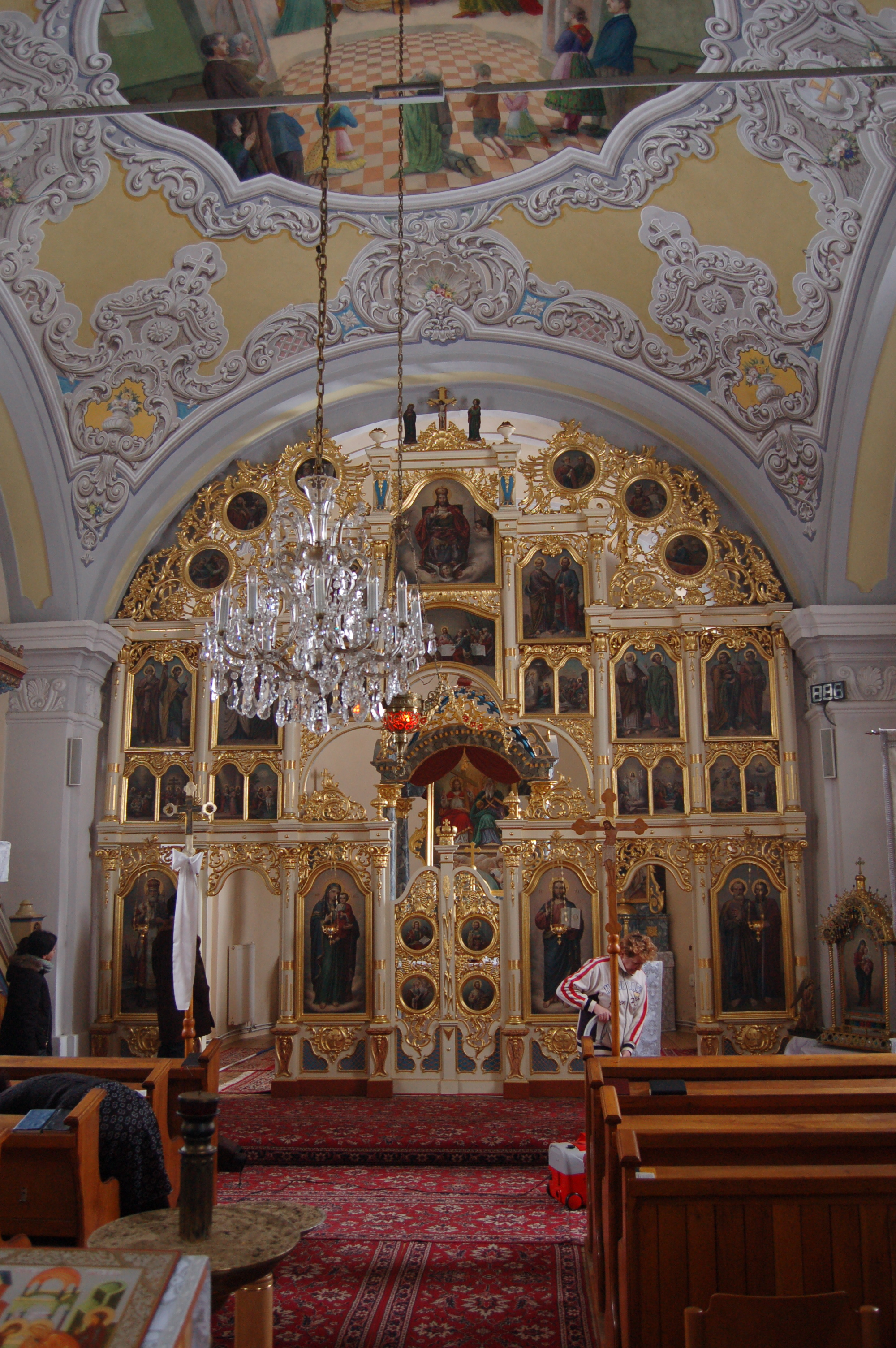
intérieur de l'église des saints Pierre et Paul

Malgré le petit nombre relatif d’habitants, le village comporte quatre églises en activité :
- Église catholique byzantine des saints Pierre et Paul construite en 1785 de style classico-baroque[12] qui est le seul monument culturel classé du village[24].
- Église réformée (calviniste) construite en 1801 de style classique[12], la tour de la fin du XIXe siècle.
- Église orthodoxe des saints Cyrille et Méthode construite en 1994[25]
- Église catholique romaine, la première pierre fut bénie le 8 septembre 2001 mais la construction ne commença que le 5 mars 2002 pour se terminer le 7 novembre 2004[26].

## Culture
Le village possède une petite bibliothèque, une école maternelle construite en 1976 et une école primaire construite en 1941 limitée aux quatre premières classes.
Chaque année, depuis 1993, le troisième dimanche de juillet a lieu un festival folklorique.

## Politique
Le conseil communal est composé de sept membres élus pour quatre ans au suffrage proportionnel. À sa tête, le starosta est élu au suffrage universel direct en un tour. Il est l'organe exécutif et représentatif de la commune.
| Nom                | Parti politique        | Date de l'élection | Fin du mandat |
| ------------------ | ---------------------- | ------------------ | ------------- |
| Margaréta Kurucová | SDĽ                    | 6-7.12.2002        | Déc. 2006     |
| Margaréta Kurucová | SMER ĽS-HZDS SNS       | 02.12.2006         | Déc. 2010     |
| Magdaléna Balogová | Candidate indépendante | 27.11.2010         | Déc. 2014     |